# Seja Marginal, Seja Herói

seja marginal seja herói (Hélio Oiticica, 1968)

A bandeira-poema seja marginal seja herói  é uma obra do artista plástico Hélio Oiticica, produzida entre 1966 e 1967.
Trata-se de uma tela de tecido semelhante a uma bandeira, medindo 85cm x 114,5cm x 3 cm, estampada com a representação de Alcir Figueira da Silva, que "ao se sentir alcançado pela polícia, depois de assaltar um banco, ao meio dia, jogou fora seu roubo e suicidou-se".
A mesma imagem é utilizada na obra Bólide Caixa 21, Poema Caixa 3 (1966), do artista.
Abaixo da representação, lê-se a frase "seja marginal seja herói". O corpo morto está prostrado, vulnerável, disposto como um crucificado em posição invertida.
A obra foi exibida primeiramente em fevereiro de 1968, no Festival das Bandeiras, realizado na Praça General Osório, no Rio de Janeiro.
Em pouco tempo, seja marginal, seja herói tornou-se palavra de ordem para os dissidentes da ditadura militar no Brasil.

## Na cultura popular
A bandeira-poema seja marginal seja herói, de Oiticica, decorou o palco da boate Sucata, no Rio de Janeiro, na noite em que lá se apresentaram Caetano Veloso e Gilberto Gil. Após a apresentação, os dois foram detidos por militares do Exército. Depois de um mês na prisão, Caetano soube o motivo de sua detenção: uma denúncia, feita pelo apresentador de TV Randal Juliano, de que cantara o Hino Nacional no ritmo da canção "Tropicália" — o que ele e testemunhas negam. Posteriormente, Caetano e Gil tiveram que sair do país.
Em 2023, uma professora de história e arte no Brasil foi demitida por usar uma camiseta estampada com a frase "seja marginal, seja herói", após o deputado federal Gustavo Gayer (PL) criticá-la por isso nas redes sociais, comentando "professora de história com look petista em sala de aula".